# جيرهارد أندرسون
جيرهارد أندرسون (بالسويدية: Gerhard Andersson)‏ هو عالم نفس سويدي، ولد في 10 يونيو 1966 في نورشوبينغ في السويد.

## وصلات خارجية
- الموقع الرسمي